# Адріатік (1907)
RMS Adriatic (укр. Адріатік) — британський океанічний лайнер класу «Великої Четвірки», що перебував у власності компанії «White Star Line», якою і експлуатувався. Ходив під прапором Великої Британії із портом приписки в Ліверпулі. Четвертий та останній із «Великої Четвірки».

## Історія судна
Судно спроектоване та закладене на верфі «Harland and Wolff» у Белфасті, нині Північна Ірландія. Спуск на воду відбувся 20 вересня 1906 року. 25 квітня 1907 року судно здано в експлуатацію та передано на службу флоту компанії-замовника. 8 травня того ж року здійснило перший рейс з Ліверпуля до Нью-Йорка. Протягом кар'єри експлуатувався переважно як трансатлантичний лайнер між портами Британії та США. 
Протягом Першої світової війни використовувався у якості транспортного судна. Після повернення до складу флоту «White Star Line» був модернізований, в результаті чого двигуни переобладнані на живлення рідким паливом. У 1928 році на судні прибрано третій клас. У 1933 році «Адріатік» переведений на круїзні маршрути.
9 грудня 1934 року «Адріатік» здійснив свій останній круїз з Ліверпуля до японського Ономіті, де 30 грудня того ж року виведений з експлуатації та списаний на металобрухт.